# اسید اودسمیک
اسید اودسمیک (به انگلیسی: Eudesmic acid) یک ترکیب شیمیایی با شناسه پاب‌کم ۸۳۵۷ است.